# Bucerotiformes
I Bucerotiformi (Bucerotiformes Monroe & Sibley, 1993) sono un ordine della classe degli Uccelli che comprende 4 famiglie:
- Bucerotidae
- Bucorvidae
- Phoeniculidae
- Upupidae